# Coppa Nordamericana di skeleton 2010
La Coppa Nordamericana di skeleton 2010 è stata la decima edizione del circuito continentale nordamericano di skeleton, manifestazione organizzata dalla Federazione Internazionale di Bob e Skeleton; è iniziata il 1º dicembre 2009 a Park City, negli Stati Uniti, e si è conclusa il 2 aprile 2010 a Lake Placid, sempre negli Stati Uniti. Si sono disputate sedici gare: otto per le donne e altrettante per gli uomini in tre differenti località.
Vincitori dei trofei, conferiti agli atleti classificatisi per primi nel circuito, sono stati la canadese Jaclyn LaBerge nel singolo femminile e lo statunitense Kyle Tress in quello maschile.

## Calendario
| Località    | Data                | Donne | Uomini |
| ----------- | ------------------- | ----- | ------ |
| Park City   | 1º–3 dicembre 2009  | ●●●   | ●●●    |
| Calgary     | 10–11 dicembre 2009 | ●●    | ●●     |
| Lake Placid | 17–18 dicembre 2009 | ●●    | ●●     |
| Lake Placid | 2 aprile 2010       | ●     | ●      |
| Totale      | Totale              | 8     | 8      |

## Risultati

### Donne
| Data             | Località    | Prime classificate        | Seconde classificate           | Terze classificate            |
| ---------------- | ----------- | ------------------------- | ------------------------------ | ----------------------------- |
| 1º dicembre 2009 | Park City   | Diana Gruber Canada       | Robynne Thompson Canada        | Jaclyn LaBerge Canada         |
| 2 dicembre 2009  | Park City   | Jaclyn LaBerge Canada     | Diana Gruber Canada            | Robynne Thompson Canada       |
| 3 dicembre 2009  | Park City   | Jaclyn LaBerge Canada     | Lanette Prediger Canada        | Diana Gruber Canada           |
| 10 dicembre 2009 | Calgary     | Lanette Prediger Canada   | Robynne Thompson Canada        | Takako Omukai Giappone        |
| 11 dicembre 2009 | Calgary     | Lanette Prediger Canada   | Jaclyn LaBerge Canada          | Louise Corcoran Nuova Zelanda |
| 17 dicembre 2009 | Lake Placid | Michelle Steele Australia | Lucy Chaffer Australia         | Lanette Prediger Canada       |
| 18 dicembre 2009 | Lake Placid | Lucy Chaffer Australia    | Michelle Steele Australia      | Keslie Tomlinson Stati Uniti  |
| 2 aprile 2010    | Lake Placid | Anne O'Shea Stati Uniti   | Rachelle Rasmussen Stati Uniti | Kimber Gabrysak Stati Uniti   |

### Uomini
| Data             | Località    | Primi classificati          | Secondi classificati      | Terzi classificati                                |
| ---------------- | ----------- | --------------------------- | ------------------------- | ------------------------------------------------- |
| 1º dicembre 2009 | Park City   | Kyle Tress Stati Uniti      | Chris Burgess Stati Uniti | Joe Cecchini Canada                               |
| 2 dicembre 2009  | Park City   | Kyle Tress Stati Uniti      | Joe Cecchini Canada       | Chris Burgess Stati Uniti e John Farrow Australia |
| 3 dicembre 2009  | Park City   | Kyle Tress Stati Uniti      | Chris Burgess Stati Uniti | Iain Roberts Nuova Zelanda                        |
| 10 dicembre 2009 | Calgary     | Anthony Deane Australia     | Cho In-ho Corea del Sud   | Ryan Good Canada                                  |
| 11 dicembre 2009 | Calgary     | Anthony Deane Australia     | Kyle Tress Stati Uniti    | Ryan Good Canada                                  |
| 17 dicembre 2009 | Lake Placid | John Daly Stati Uniti       | Chris Burgess Stati Uniti | Kyle Tress Stati Uniti                            |
| 18 dicembre 2009 | Lake Placid | John Daly Stati Uniti       | Kyle Tress Stati Uniti    | Chris Burgess Stati Uniti                         |
| 2 aprile 2010    | Lake Placid | Matthew Antoine Stati Uniti | Luke Schulz Stati Uniti   | Caleb Smith Stati Uniti                           |

## Classifiche

### Donne
| Pos. | Atleta                  | Nazione       | PKC-1 | PKC-2 | PKC-3 | CAL-1 | CAL-2 | LAK-1 | LAK-2 | LAK-3 | Punti |
| ---- | ----------------------- | ------------- | ----- | ----- | ----- | ----- | ----- | ----- | ----- | ----- | ----- |
| 1    | Jaclyn LaBerge          | Canada        | 3     | 1     | 1     | 4     | 2     | 9     | 9     | -     | 388   |
| 2    | Lanette Prediger        | Canada        | 4     | DSQ   | 2     | 1     | 1     | 3     | 4     | -     | 370   |
| 3    | Robynne Thompson        | Canada        | 2     | 3     | 6     | 2     | -     | 6     | 5     | 7     | 317   |
| 4    | Takako Omukai           | Giappone      | 6     | 4     | 4     | 3     | 4     | 12    | 7     | -     | 311   |
| 5    | Rachelle Rasmussen      | Stati Uniti   | 7     | 6     | 7     | 9     | 6     | 5     | 8     | 2     | 296   |
| 6    | Tracey Anderson         | Stati Uniti   | 5     | 5     | 5     | 7     | 5     | 10    | 10    | -     | 282   |
| 7    | Diana Gruber            | Canada        | 1     | 2     | 3     | -     | -     | 7     | 11    | -     | 263   |
| 8    | Louise Corcoran         | Nuova Zelanda | 9     | 8     | 8     | 5     | 3     | 11    | 13    | -     | 262   |
| 9    | Joy Bryant              | Stati Uniti   | 8     | 7     | 9     | 8     | 9     | 13    | 12    | -     | 232   |
| 10   | Sabrina Hiteshew Wilson | Stati Uniti   | 11    | 9     | 10    | 11    | 11    | -     | -     | 3     | 156   |

### Uomini
| Pos. | Atleta        | Nazione     | PKC-1 | PKC-2 | PKC-3 | CAL-1 | CAL-2 | LAK-1 | LAK-2 | LAK-3 | Punti |
| ---- | ------------- | ----------- | ----- | ----- | ----- | ----- | ----- | ----- | ----- | ----- | ----- |
| 1    | Kyle Tress    | Stati Uniti | 1     | 1     | 1     | 6     | 2     | 3     | 2     | 4     | 433   |
| 2    | Chris Burgess | Stati Uniti | 2     | 3     | 2     | 12    | 6     | 2     | 3     | -     | 373   |
| 3    | Anthony Deane | Australia   | 7     | 10    | 8     | 1     | 1     | 4     | 4     | -     | 356   |
| 4    | Yuki Sasahara | Giappone    | 5     | 8     | 9     | 7     | 4     | 5     | 5     | -     | 293   |
| 5    | John Farrow   | Australia   | 9     | 3     | 5     | 10    | 14    | 16    | 9     | 9     | 278   |
| 6    | Jo Cecchini   | Canada      | 3     | 2     | 6     | 8     | 9     | 19    | 14    | -     | 268   |
| 7    | Brad Stewart  | Stati Uniti | 6     | 5     | 4     | 15    | 12    | 12    | 12    | -     | 241   |
| 8    | Noriyasu Ato  | Giappone    | 11    | 11    | 15    | 14    | 11    | 7     | 17    | 5     | 237   |
| 9    | Keisuke Kondo | Giappone    | 14    | 16    | 7     | 11    | 10    | 6     | 7     | -     | 222   |
| 10   | Greg Maidment | Canada      | 10    | 12    | 11    | 5     | -     | 14    | 19    | 8     | 209   |